# Cosmopterix acutivalva
Cosmopterix acutivalva là một loài bướm đêm thuộc họ Cosmopterigidae. Loài này có ở Thái Lan.